# Хипотимия
Хипотимия (гр. hypo – под, thymos— настроение, чувство) е устойчив спад в настроението, който е съпроводен от ниска интензивност на емоционалната, психичната и (не винаги) двигателната активност.
Наблюдава се при циклотимията и граничното личностно разстройство. Тя е един от признаците на синдрома на депресията. Хипотимията е характерна при астенията, а тя се наблюдава при хроничната шизофрения. Понякога хипотимните състояния се „сливат с характера“ и се възприемат от хората като привично за тях състояние.